# Farhat Ben Tanfous
Farhat Ben Tanfous (arabisch فرحات بن تنفوس, DMG Farḥāt b. Tanfūs; * 1971 in Tunis) ist ein Maschinenbauingenieur und Hotelier auf der tunesischen Insel Djerba. Er war Bürgermeister der tunesischen Delegation Djerba-Midoun und ist Honorarkonsul der Bundesrepublik Deutschland.

## Leben und Wirken
Ben Tanfous studierte Maschinenbau an der Universität Karlsruhe und absolvierte sein Studium als Diplom-Ingenieur. Während seiner Studienzeit wurde er Mitglied beim Corps Saxonia Karlsruhe. Nach seinem Studium eröffnete er ein Hotel auf der tunesischen Insel Djerba und war von 2010 bis 2011 Bürgermeister der tunesischen Delegation Djerba-Midoun mit ca. 60.000 Einwohnern. Seit 2020 ist er Honorarkonsul der Bundesrepublik Deutschland auf Djerba.